# Levi Colwill
Levi Lemar Samuels Colwill (ur. 26 lutego 2003 w Southampton) – angielski piłkarz, występujący na pozycji obrońcy w angielskim klubie Chelsea oraz w reprezentacji Anglii.

## Sukcesy

### Anglia U21
- Mistrzostwa Europy U-21 w piłce nożnej: 2023[1]